# Trunk Bay
Trunk Bay je zaljev i plaža na otoku St. John na Američkim Djevičanskim otocima. Trunk Bay dio je Nacionalnog parka Djevičanskih otoka. Trunk Bay je dobio ime po sedmoprugoj kornjači, koja je endemična za Američke Djevičanske otoke i lokalno je poznata kao eng. trunks – trupci. Područje plaže podijeljeno je na dvije polovice, glavnu plažu i područje za kupanje u zaljevu Trunk Bay te uvalu Burgesman koja se nalazi na zapadnom kraju zaljeva Trunk Bay u blizini zaljeva Jumby. Njegovi sadržaji uključuju snack bar, tuševe i zahode, spasioca i podvodnu stazu za ronjenje s disalicom na koraljnom grebenu. Trunk Bay je dosljedno proglašavan jednom od najboljih plaža na svijetu.

## Trunk Cay
Trunk Cay mali je otočić prekriven travom koji se nalazi u zaljevu Trunk Bay. Obala je visoka 48 stopa i nalazi se samo 200 stopa od plaže Trunk Bay. To je otočić stjenovitih litica, koraljnih pješčanih plaža i palmi. Služba Nacionalnog parka Djevičanskih otoka nudi podvodne staze za ronjenje oko otoka.